# Ojcowie i dzieci
Ojcowie i dzieci – powieść autorstwa Iwana Turgieniewa, wydana w 1862. Przedstawia dzieje dwóch pokoleń rosyjskiej inteligencji.

## Bohaterowie
- Jewgienij Wasylewicz Bazarow - przyjaciel Arkadiusza Kirsanowa, nihilista
- Arkadiusz Nikołajewicz Kirsanow - dziedzic rodzinnego majątku, nihilista, który pod wpływem miłości zmienia swoje poglądy
- Nikołaj Pietrowicz Kirsanow - ojciec Arkadiusza, szlachcic, właściciel drobnego majątku ziemskiego
- Fieniczka - służąca Nikołaja Kirsanowa, jego kochanka (później żona), matka jego dziecka
- Paweł Pietrowicz Kirsanow - ekscentryczny brat Nikołaja, mieszkający stale w jego domu
- Anna Siergiejewna Odincowa - sąsiadka Kirsanowów, ukochana Bazarowa
- Katia Siergiejewna - młodsza siostra Anny, w końcówce utworu wychodzi za Arkadiusza Kirsanowa
- Arina Własiewna Bazarowa - matka Jewgienija, uosobienie tradycyjnej rosyjskiej szlachcianki
- Wasylij Iwanowicz Bazarow - ojciec Bazarowa, emerytowany lekarz wojskowy

## Treść
Po długich studiach Arkadiusz Kirsanow powraca do rodzinnej miejscowości. Przywozi ze sobą przyjaciela - Jewgienija Bazarowa - studenta medycyny, który uważa się za nihilistę. Wywiązuje się konflikt światopoglądowy między przedstawicielami młodszego i starszego pokolenia. Nabrzmiewa on zwłaszcza na linii Bazarow - Paweł Pietrowicz. Aby rozładować sytuację, młodzieńcy wyjeżdżają do pobliskiego miasta gubernialnego. Tam poznają Annę Siergiejewnę Odincową. Obaj się w niej zakochują. Zostają zaproszeni do jej majątku i przebywają tam przez pewien czas. Arkadiusz zaprzyjaźnia się z siostrą Anny - Katią, zaś Bazarow zyskuje pewną przychylność ze strony Anny. Kiedy jednak wyznaje jej uczucie, zostaje odrzucony. Zaraz potem przyjaciele opuszczają jej dom. Przez kilka dni przebywają u rodziców Bazarowa. Jewgienija nudzi jednak nadopiekuńczość rodziców, dlatego szybko obaj powracają do majątku Kirsanowów. Arkadiusz przez pewien czas mieszka u Odincowej, chcąc spędzać jak najwięcej czasu z Katią. Bazarow z kolei zaleca się do kochanki ojca Arkadiusza, Fieniczki. Paweł Pietrowicz, który jest świadkiem tych zalotów, chce bronić honoru brata. Podczas pojedynku zostaje zraniony przez Bazarowa. Ten jednak udziela mu pomocy i zaraz potem opuszcza dom przyjaciela. W tym samym czasie Arkadiusz oświadcza się Katii i zostaje przyjęty. Po powrocie namawia ojca do poślubienia Fieniczki. Bazarow zaś, który zamieszkał u rodziców, udziela się społecznie i leczy miejscowych chłopów. Podczas jednego z zabiegów kaleczy się zakażonym lancetem i po kilku tygodniach umiera na tyfus.

## Wymowa dzieła
Turgieniew przedstawił w Ojcach i dzieciach konflikt dwu generacji rosyjskiej inteligencji - pokolenie "zbędnych ludzi" (ojców) i "nowych ludzi" (dzieci). Smutny los tych pierwszych uosabia postać Pawła Pietrowicza, który po krótkiej karierze "lwa salonowego" zamieszkał u brata, nie mając własnej rodziny, dzieci ani celu w życiu. Problem "dzieci" (głównie Bazarowa) to problem rewolucjonistów, którzy chcą obalić stary porządek, ale nie potrafią stworzyć nic nowego. W jednym z esejów Turgieniew stwierdza, że Bazarow łączy w sobie cechy Hamleta i Don Kichota.
Na wzór bohatera powieści, Bazarowa, pokolenie rosyjskiej radykalnej inteligencji lat 60. XIX wieku określało swój system poglądów jako nihilizm.